# Buprasio
Buprasio (in greco antico: Βουπράσιο?) era una città dell'antica Grecia ubicata in Elide, menzionata da Omero nel catalogo delle navi dell'Iliade.

## Storia
Omero cita Buprasio in un altro passaggio dell'Iliade, ovvero quando Nestore, facendo un confronto con Navarino e gli Elei, la qualifica come ricca di grano. In un altro racconto, Nestore narra di aver partecipato ai giochi funebri disputati quando gli Elei sotterrarono a Buprasio il loro re Amarinceo.
All'epoca di Strabone non era nota alcuna località con questo nome; il geografo dice che il nome designava una regione situata lungo la strada tra Elis e Dime, tuttavia suppone che anticamente Buprasio era il nome di un'importante città dell'Elide che non esisteva più.
Secondo Apollodoro, Buprasio era stata la capitale del territorio abitato dagli Elei, che Ecateo di Mileto considerava una città diversa da quella abitata dagli Elei.